# 比洛韋茨

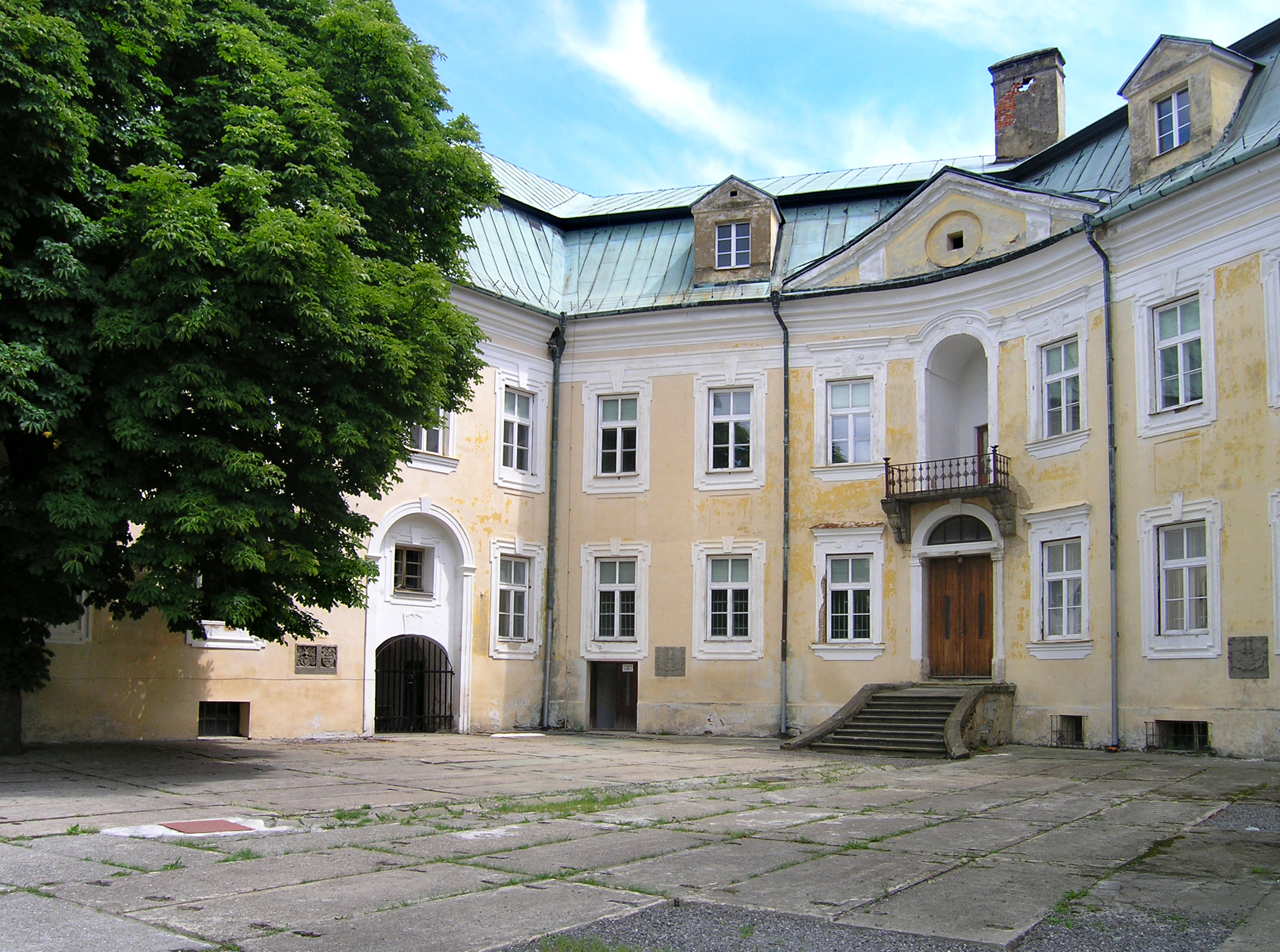

比洛韋茨（捷克語：Bílovec，捷克語發音：[ˈbiːlovɛts]，瓦格施塔特）是捷克摩拉維亞-西利西亞州的城鎮，位於該國東部，距離俄斯特拉發25公里，面積38.85平方公里，海拔高度243米，2006年人口7,663。